# Mîkolaiivka, Buceaci
Mîkolaiivka (în ucraineană Миколаївка) este localitatea de reședință a comunei Mîkolaiivka din raionul Buceaci, regiunea Ternopil, Ucraina.

## Demografie
Componența lingvistică a localității Mîkolaiivka
     Ucraineană (99,23%)
     Alte limbi (0,77%)
Conform recensământului din 2001, majoritatea populației localității Mîkolaiivka era vorbitoare de ucraineană (99,23%), existând în minoritate și vorbitori de alte limbi.